# Kapra
Kapra – wieś w Estonii, w prowincji Sarema, w gminie Laimjala.